# Berkes László (testépítő)
Berkes László (Kaposvár, 1977. január 8. –  Santa Susanna, 2024. május 4.) magyar testépítő, erőemelő, hivatását tekintve rendőr őrnagy, a Rendőrségi Oktatási és Kiképző Központ munkatársa volt.

## Életpályája

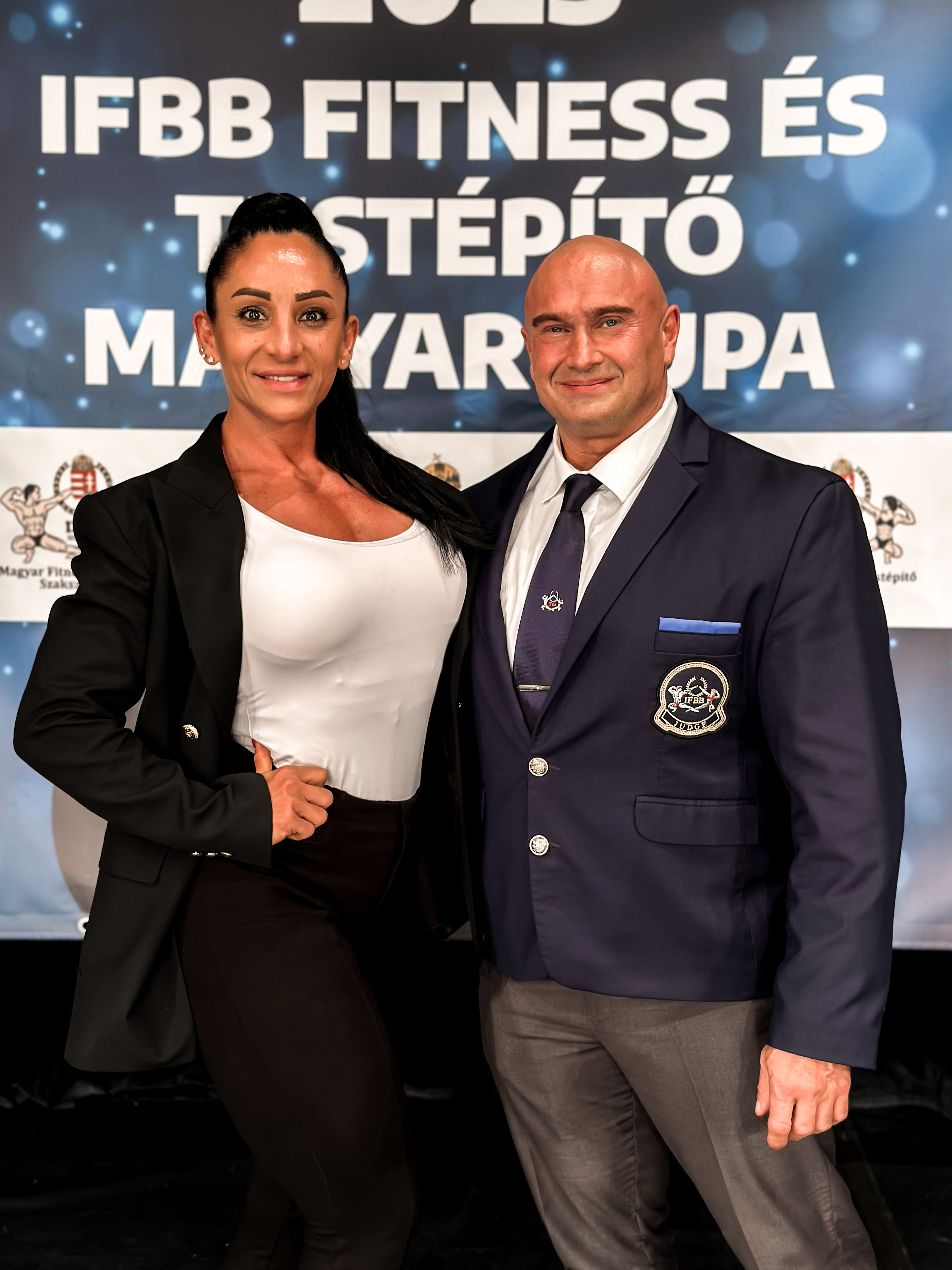
Berkes László és felesége, Berkes-Vasvári Nikolett

Tízévesen vitte le édesapja a Kaposvári Dózsa ökölvívó-edzésére, ahol 1994-ig edzett és versenyeken szerepelt. Serdülő és ifjúsági kategóriában versenyezett, többek között országos bajnokságon is dobogóra állt. Ezt követően négy év erőemelő versenyzés után (2000-ben junior erőemelő magyar bajnok) váltott át testépítésre. Saját nyilatkozata alapján erőemelőként szeretett volna nagyobb sikereket elérni, a sors váratlan fordulatának köszönhetően azonban a testépítés lett a fő sportága, amelyben számos nemzeti és nemzetközi sikert ért el. 
A Rendőr és Tűzoltó Világjátékokon elért 11 aranyérmére a legbüszkébb, pályafutása során több trófeát szerzett: Superbody-győztes; magyar bajnoki érem; MLO Olimpia abszolút bajnoki cím.
1998 óta dolgozott edzőként. Számos világ- és Európa-bajnok, Arnold Classic-győztes, nemzeti bajnok került ki a keze alól. Több ízben elnyerte az év amatőr és profi edzője címet is a Magyar Fitnesz és Testépítő Szakszövetségben. 2010-től a szakszövetség szövetségi kapitánya, majd 2016-tól a szakágvezetője. Az IFBB ELITE PRO hazai koordinátoraként tevékenykedett a szakszövetségben.
2008-ban nemzeti bíró, 2012-ben nemzetközi bíró, 2015-ben profi bíró licencet szerzett. A nemzeti szövetségben a háromfős bírói bizottság tagja volt.

## Berkes Team SE
Névadója, alapítója és elnöke is volt a Berkes Team Sportegyesületnek. A sport iránti szenvedélye és a közösségépítés iránti vágya ösztönözte arra, hogy saját edzőcsapatot és egyesületet hozzon létre. Ennek eredményeképpen jött létre a Berkes Team SE, amelyet kifejezetten azzal a céllal alapított, hogy támogassa a testépítőket abban, hogy elérjék a csúcsteljesítményt, és hogy népszerűsítse a testépítést Magyarországon.
Berkes László az alapításkor három fő célt fogalmazott meg:
- Kiválósági központ létrehozása: Olyan környezet kialakítása, ahol a testépítők a legmodernebb edzési módszerek és felszerelések segítségével fejleszthetik képességeiket.
- Tehetségek felkarolása és fejlesztése: A tehetséges sportolók felkutatása, mentorálása és támogatása, hogy kiaknázhassák teljes potenciáljukat a sportban.
- Közösségi hatás: A testépítés sportágának népszerűsítése és társadalmi elfogadottságának növelése, valamint egészséges életmódra való ösztönzés

A versenyzők felkészítését felesége, Berkes-Vasvari Nikolett IFBB Elite pro Európa-bajnok és Berkes László IFBB Szakágvezető végezték. 
A csapat hamarosan elkezdte vonzani a figyelmet, a tehetséges sportolók és az edzni vágyó amatőrök egyaránt csatlakoztak. Az egyesület különös hangsúlyt fektetett a személyre szabott edzésprogramokra, amelyek figyelembe vették minden egyes tag egyéni igényeit és céljait.
A Berkes Team SE rövid időn belül jelentős sikereket ért el. A csapat tagjai sorra nyertek nemzeti és nemzetközi versenyeket, amelyek tovább erősítették az egyesület hírnevét és vonzerejét. Berkes László és a csapata komoly elismerést szereztek az innovatív edzésmódszerek és a sportág népszerűsítéséért tett erőfeszítéseik által, amelyek hozzájárultak a testépítés magasabb szintű megítéléséhez Magyarországon.

### Filozófia és edzésmódszerek
Berkes László és a Berkes Team SE filozófiája azon a meggyőződésen alapszik, hogy a testépítés sokkal több mint fizikai erőnlét; ez egy olyan életmód, amely ötvözi a mentális fegyelmet, az akaraterőt és a testi tökéletesítést. Berkes hozzáállása a testépítéshez magában foglalja a teljes embert, nemcsak a testét. Ennek értelmében az általa kidolgozott edzésprogramok és módszerek is a test és elme egységére épülnek.

### Holisztikus megközelítés
A Berkes Team SE edzésprogramjai holisztikus megközelítést alkalmaznak, amely figyelembe veszi a sportolók fizikai, mentális és emocionális jólétét. Berkes László úgy véli, hogy a versenyszintű teljesítmény eléréséhez elengedhetetlen a mentális egészség és a stresszkezelés is. Az edzésprogramok így tartalmaznak meditációs és relaxációs technikákat, amelyek segítenek a sportolóknak a fókuszálásban és a versenyek alatti nyomás kezelésében.

### Személyre szabott edzéstervek
A csapat minden tagja számára személyre szabott edzéstervet dolgoznak ki, figyelembe véve az egyéni célokat, az egészségügyi állapotot és a lehetséges korlátokat. Ezek az edzéstervek nem csak a gyakorlatok sorát és az ismétlések számát tartalmazzák, hanem az étrendi ajánlásokat is, amelyek létfontosságúak a kívánt eredmények eléréséhez. Berkes különös figyelmet fordít a táplálkozás tudományos alapú megközelítésére, hangsúlyozva a megfelelő makro- és mikrotápanyagok bevitelének fontosságát.

### Progresszív terhelés és regeneráció
Berkes László edzésmódszereiben kulcsfontosságú a progresszív terhelés elve, amely biztosítja, hogy a sportolók fokozatosan növeljék az edzések intenzitását és nehézségét, elkerülve ezzel a túledzettséget és az esetleges sérüléseket. A megfelelő pihenés és regeneráció szintén alapvető elemei az edzésprogramoknak, mivel ezek biztosítják a test gyors és hatékony helyreállítását.

### Innovatív edzéstechnikák
Berkes Team SE folyamatosan kutatja és integrálja az új és innovatív edzéstechnikákat. Ezek közé tartoznak a különböző ellenállásokkal végzett gyakorlatok, a funkcionalitást előtérbe helyező mozdulatok, valamint az izomcsoportokat célzó speciális edzések. Berkes László személyes érdeklődése a biomechanika és a mozgástudományok iránt tovább erősíti ezen technikák hatékonyságát és relevanciáját.
A Berkes Team SE alapítása nemcsak egy sikeres sportegyesület megszületését jelentette, hanem Berkes László személyes küldetésének megvalósulását is, amely a testépítést mint sportot és életmódot a magyar és nemzetközi közönség számára is hozzáférhetővé és vonzóvá tette.
A Berkes Team SE munkásságát felesége viszi tovább. 

## Halála
Berkes Lászlót a spanyolországi Santa Susannában zajló fitness- és testépítő Európa-bajnokságon 2024. május 4-én érte a halál. Gyomorfájdalomra panaszkodott és visszavonult a szállodai szobájába. Másnap reggel találtak rá, az orvosi vélemény alapján halálát szívelégtelenség okozta.

## Magyar és nemzetközi sporteredményei
2000-ben junior erőemelő magyar bajnok.
2000–2004-ben a Mr. Zsaru cím megszerzése. Elnyerte az Örökös Mr. Zsaru címet.

2001-ben World Police and Fire Games, Indianapolis, USA.

2002-ben MR MLO Olimpia abszolút bajnok.

2003-ban Nemzetközi Libertate Kupa abszolút bajnok; Nemzetközi Osztrák Kupa 1. helyezett; Superbody GrandPrix 1 bajnok.

2005-ben Superbody GrandPrix 1 bajnok; Rendőr és Tűzoltó Világjátékok,[pontosabban?] Quebec, Kanada.

2007-ben BSN GrandPrix abszolút bajnok; NAC világbajnokság páros 2. helyezett; Rendőr és Tűzoltó Világjátékok, Adelaide, Ausztrália.

2008-ban Arnold Classic Ohio 6. helyezett.

2009-ben Rendőr és Tűzoltó Világjátékok, Vancouver, Kanada.

2010–2016 között a Magyar Testépítő és Fitnesz Szakszövetség szövetségi kapitánya.

2011-ben Rendőr és Tűzoltó Világjátékok, New York.

2012-től IFBB nemzetközi testépítő- és fitneszbíró.

2015-ben Rendőr és Tűzoltó Világjátékok, Fairfax, Amerikai Egyesült Államok.
2016-tól a Magyar Testépítő és Fitnesz Szakszövetség testépítő szakágának vezetője.

2019-től IFBB nemzetközi profi testépítő- és fitneszbíró.